# Ганнелоре Шмац
Ганнелоре Шмац (14 лютого 1940 — 2 жовтня 1979) — німецька альпіністка та четверта жінка, яка підкорила Еверест. Загинула на Південному маршруті під час спуску з вершини. Вона стала першою жінкою і першою громадянкою Німеччини, яка загинула на Евересті.

## Біографія
Шмац зійшла на вершину Евересту Південно-Східним хребтом в експедиції, яку очолював її чоловік Герхард Шмац. Тоді йому було 50 років, і він на той час був найстарішою людиною, яка підкорила Еверест. Під час спуску команда зупинилася на ніч на висоті 8500 м, і під час цієї ночівлі помер від переохолодження один зі членів команди, американець Рей Дженет. Вранці вони продовжили спуск. На висоті 8300 м, приблизно за 100 метрів до Табору 4 Шмац сіла, упершись спиною на рюкзак, попросила води і раптом померла. З її тілом залишився один з шерпів-провідників Сунгдаре Шерпа, і в результаті він втратив більшість пальців рук і ніг через обмороження.
Тіло Дженета зрештою зникло під снігом, але тіло Шмац довго залишалося на місці загибелі.

## Труп
Протягом багатьох років останки Шмац міг побачити кожен, хто намагався піднятися на Еверест Південним маршрутом. Її тіло замерзло в сидячому положенні, притулившись до рюкзака. Воно виглядало лякаюче, з розплющеними очима та волоссям, яке розвівав вітер. З часом вітер здув засохлі тканини з її обличчя, залишивши голий череп, а рюкзак кудись зник, і тіло залишилося сидіти в скрюченій позі, як коли опиралася на рюкзак.
Під час експедиції 1981 року Сунгдаре Шерпа знову був провідником групи альпіністів. Спочатку він відмовився від сходження через втрату пальців рук і ніг під час експедиції 1979 року, але врешті згодився, оскільки альпініст Кріс Копчінскі заплатив йому значні гроші. Під час спуску вони зустріли тіло Шмац. Копчінскі, який спочатку прийняв тіло за намет, був шокований. Згідно з його словами, тіла вони не торкалися, також він відзначив, що на руці у трупа досі залишався годинник, який ніхто не вкрав.
У 1984 році непальський альпініст Йогендра Бахадур Тапа і його провідник Енг Дорджі намагалися евакуювати тіло Шмац, але врешті самі загинули.
У 1985 році тіло Шмац побачив здалеку британський альпініст Кріс Бонінгтон і також спочатку подумав, ніби це намет.
Данська альпіністка Лене Гаммельгаард, перша скандинавська жінка, яка піднялася на вершину Евересту, в своїй книзі «Висотне сходження: розповідь жінки про виживання під час трагедії на Евересті» (англ. «Climbing High: A Woman's Account of Surviving the Everest Tragedy») цитує норвезького альпініста та керівника її експедиції Арне Несса-молодшого про його зустріч із останками Шматц у 1999 році. Несс сказав таке:
|  | Вже недалеко. Я не можу обійти цю зловісну охоронницю. Приблизно на висоті 100 метрів над Четвертим Табором вона сидить, спершись на свій рюкзак, ніби вирішила трохи перепочити. Це жінка з широко розплющеними очима та волоссям, яке розвивається при кожному пориві вітру. Це труп Ганелоре Шматц, дружини командира німецької експедиції 1979 року. Вона померла під час спуску. Її присутність нагадує мені, що ця гора диктує нам свої правила. Оригінальний текст (англ.) It's not far now. I can't escape the sinister guard. Approximately 100 meters (300') above Camp IV she sits leaning against her pack, as if taking a short break. A woman with her eyes wide open and her hair waving in each gust of wind. It's the corpse of Hannelore Schmatz, the wife of the leader of a 1979 German expedition. She summited, but died descending. Yet it feels as if she follows me with her eyes as I pass by. Her presence reminds me that we are here on the conditions of the mountain. |

Зрештою вітер скинув останки Шмац у прірву на Стіні Кангшунг.